# Фёдоровский кантон
Фёдоровский кантон — административно-территориальная единица АССР Немцев Поволжья, существовавшая в 1922—1941 годах. Административный центр — с. Фёдоровка.
В 1920 году в составе Марксштадтского уезда Трудовой коммуны немцев Поволжья был образован Верхне-Караманский район. По данным на 1 августа 1921 года, в районе было 13 селений.
22 июня 1922 года Верхне-Караманский район был преобразован в Фёдоровский кантон. При этом к нему были присоединены 24 населённых пункта.
В 1935 году из состава Фёдоровского кантона был выделен Гнаденфлюрский кантон.
В 1939 году центр кантона был перенесен в посёлок Мокроус.
7 сентября 1941 года в результате ликвидации АССР Немцев Поволжья Фёдоровский кантон был передан в Саратовскую область и преобразован в Фёдоровский район.

## Административно-территориальное деление
По состоянию на 1 апреля 1940 года кантон включал 14 сельсоветов:
| Сельсоветы по состоянию на 1940 год | Сельсоветы по состоянию на 1940 год | Сельсоветы по состоянию на 1940 год | Сельсоветы по состоянию на 1940 год |
| N п/п                               | Сельсовет                           | Населённые пункты                   |                                     |
| ----------------------------------- | ----------------------------------- | ----------------------------------- | ----------------------------------- |
| 1                                   | Ивановский                          | село Ивановка                       |                                     |
| 2                                   | Калдинский                          | село Калдино                        |                                     |
| 3                                   | Калужский                           | село Калуга                         |                                     |
| 4                                   | Красавский                          | село Красавка                       |                                     |
| 5                                   | Митрофановский                      | село Митрофановка                   |                                     |
| 6                                   | Мокроусский                         | станция Мокроус                     |                                     |
| 7                                   | Николаевский                        | село Николаевка                     |                                     |
| 8                                   | Пензенский                          | село Пензенка                       |                                     |
| 9                                   | Поселковый совхоза № 2              | центральная усадьба совхоза № 2     |                                     |
| 10                                  | Розендамский                        | село Розендам                       |                                     |
| 11                                  | Романовский                         | село Романовка, село Бугровка       |                                     |
| 12                                  | Семёновский                         | село Семёновка                      |                                     |
| 13                                  | Тамбовский                          | село Тамбовка                       |                                     |
| 14                                  | Фёдоровский                         | село Фёдоровка                      |                                     |

Примечание: полужирным выделены административные центры сельских советов.

## Население
Динамика численности населения
| 1922  | 1926  | 1931  | 1935  | 1939  | 1941  |
| ----- | ----- | ----- | ----- | ----- | ----- |
| 43507 | 43389 | 48363 | 15843 | 21070 | 21000 |

В 1931 году немцы составляли 27,4 % населения кантона. В связи с выделением Гнаденфлюрского кантона доля немецкого населения резко сократилась. В 1941 году немцы составляли 9,25 % населения (1944 из 21000).